# My Baby
My Baby est un groupe néerlando-néo-zélandais de blues, originaire d'Amsterdam. Leur style musical est un mélange de blues, de country et de funk. My Baby est formé en 2012 par d'anciens membres du groupe de soul d'Amsterdam The Souldiers. My Baby est composé de Cato van Dijck (voix principale, basse et violon), de son frère Joost van Dijck (batterie), et de Daniel « Dafreez » Johnston (guitares).

## Histoire
Le groupe est découvert à ses débuts par l'agent artistique du bassiste Larry Graham (Sly and the Family Stone, Graham Central Station, Prince). En 2012, il se produit avec le groupe lors de sa tournée néerlandaise, notamment au Paradiso et au North Sea Jazz Club. En 2013, leur premier album My Baby Loves Voodoo! sort sur le label de jazz Embrace Recordings.
Le deuxième album de My Baby, Shamanaid, sort en 2015. Pour promouvoir l'album, My Baby fait 14 concerts en première partie du guitariste américain de blues Seasick Steve lors de son Sonic Soul Tour au Royaume-Uni. En 2015, un réenregistrement de la chanson Remedy de l'album Shamanaid est réalisé et sort sous la forme d'un EP. Fin 2016, le groupe fait savoir qu'il terminait son troisième album, Prehistoric Rhythm. Le premier single Love Dance sort le 10 février 2017.
My Baby a joué dans des festivals comme Freak Valley, Noorderslag, Zwarte Cross, Lowlands, Down the Rabbit Hole, Paaspop, fait des tournées en Europe de l'Est, en Afrique du Sud et en Nouvelle-Zélande et a joué six fois à Glastonbury 2016.

## Distinctions
Leur premier album My Baby Loves Voodoo! est nommé pour un Edison dans la catégorie prix du public. My Baby est nommé deux fois pour un NPO Radio 6 Soul and Jazz Awards dans la catégorie « meilleur groupe live »,. En mars 2016, le groupe remporte un Edison dans la catégorie « alternatif » pour l'album Shamanaid,.

## Discographie
- 2013 : My Baby Loves Voodoo!
- 2015 : Shamanaid
- 2015 : Remedy II (EP)
- 2017 : Prehistoric Rhythm
- 2018 : Mounaiki ~ By the Bright of Night
- 2019 : Live!
- 2022 : Sake Sake Sake
- 2025 : Echo